# نايجل رودجرز
نايجل رودجرز (بالإنجليزية: Nigel Rodgers)‏ هو مؤرّخ ومؤلف لأحد عشر كتاباً، من ضمنها السيرة الذاتية لهتلر وتشرشل، إضافة إلى كتاب «فهم الوجودية» والذي ألّفه مع ميل ثومبثون. وكتابه الأحدث هو: «الغندور: طاووس أم لغز؟» كتاب جنون الفلاسفة هو كتاب آلفه نايجل رودجرز وميل ثومبثون وترجمه إلى العربية متيم الضايع وقد صدر في اللاذقية، سوريا مطلع العام 2015.